# نجات کریسمس
نجات کریسمس (انگلیسی: Surviving Christmas) فیلمی در ژانر کمدی به کارگردانی مایک میچل است که در سال ۲۰۰۴ منتشر شد.

## بازیگران
- بن افلک
- جیمز گاندولفینی
- کریستینا اپل‌گیت
- کاترین اوهارا
- جاش زاکرمن
- بیل میسی
- جنیفر موریسون
- اودو کیر
- دیوید سلبی
- استفانی فاراسی
- استیون روت